# Слуцькі
Слуцькі — литовсько-руський князівський рід, нащадки слуцького князя Михайла Олельковича, котрий по смерті батька отримав у 1455 році в спадок міста Слуцьк і Копиль. Слуцькі вважалися носіями київської князівської традиції: за Атанасієм Кальнофойським, на лаврських надгробках вони звуться «спадковими панами землі Київської»; за Мацеєм Стрийковським, князь Михайло Глинський прагнув отримати права на Київ шляхом шлюбу з Анастасією Слуцькою. Мали шлюбні зв'язки із князями Острозькими, магнатами Ходкевичами, Радзивіллами; до останніх, із вигасанням Слуцьких на початку XVII ст., перейшли їхні родові маєтності.

### Родовід
Михайло Олелькович (1420 — 30 серпня 1481) брат останнього київського князя Семена Олельковича, князь слуцький. В 1481 спільно з князями О. Бєльським та Іваном Гольшанським у відповідь на ліквідацію удільних князівств, насамперед, Київського, організував змову з метою вбити польського короля Казимира IV. Після викриття змови в 1481 році його було страчено у Києві (за іншими даними, у Вільнюсі). Від Михайла Олельковича походив рід князів Слуцьких;
- Семен Михайлович Олелькович (1449 — 14 листопада 1505) —  князь слуцький і копильський (1481—1505) один з претендентів на литовський великокнязівський престол після смерті Казимира IV в 1492. Дружина — Анастасія Іванівна Мстиславська, управляла князівством після смерті чоловіка.
  - Юрій Семенович Олелькович (1478 — 17 квітня 1542) — український державний діяч, член Ради Панів Великого князівства Литовського. Підтримував політичні плани князя К. Острозького. В 1530 році одружився з княжною Оленою Радзивілл. Був власником величезних земельних володінь у Білорусі;
    - Юрій Юрійович Слуцький (1531 — 9 листопада 1578) — князь, член Ради Панів, польський сенатор (1577) перетворив Слуцьк у центр православної культури, похований у Києво-Печерському монастирі; дружина — Катажина Тенчинська, донька львівського каштеляна графа Станіслава Тенчинського.
      - Юрій Юрійович Слуцький (молодший) (17 серпня 1559 — 6 травня 1586) — син Юрія Юрійовича.
        - Софія Слуцька (1 травня 1586 — 9 березня 1612) — остання представниця роду; одружилася з Янушем Радзивіллом у 1600 році, після чого Слуцьке князівство перейшло у власність Радзивіллів.

      - Іван Симеон Юрійович Олелькович-Слуцький (?—9 березня 1592), дружина — Софія Мелецька (дочка Миколая). останній представник роду по чоловічій лінії.
        - Катерина (9 березня 1612 — 9 березня 1612)

      - Олександр Юрійович Слуцький (?—26 червня 1591, Краків) — князь слуцький (1578—1591), 1580 року виїхав на навчання в Європу, де прийняв католицизм.

    - Семен Юрійович Слуцький (? — 1560) — чоловік Гальшки Острозької

  - Олександра Семенівна Олельківна-Слуцька (бл. 1500 — бл. 1556) — дружина Костянтина Івановича Острозького, мати Василя-Костянтина Костянтиновича Острозького.